# Kiss Me, Kiss Me, Kiss Me
Kiss Me, Kiss Me, Kiss Me é o sétimo álbum de estúdio da banda inglesa de rock The Cure, lançado em maio de 1987 pela gravadora Fiction Records.
Foi um grande sucesso internacional, assim como seu antecessor, The Head on the Door, alcançando o top 10 em vários países. Em 2000, o álbum foi votado como 256 no All Time Top 1000 Albums de Colin Larkin.

## Música
| “ | É como uma mistura entre o Pornography e o The Head On The Door - os melhores elementos de ambos. Resulta muito bem porque num momento entras no desespero e no próximo sentes-te entusiasmado. Estou cem por cento satisfeito com a banda, e sem colocar demasiado ênfase nisto, penso que este álbum é perfeito. Simon Gallup. | ” |

## Faixas
Todas as letras por Robert Smith; Todas as músicas por Gallup, Smith, Thompson, Tolhurst, Williams.

### Edição original de 1987
1. "The Kiss" – 6:17
2. "Catch" – 2:42
3. "Torture" – 4:13
4. "If Only Tonight We Could Sleep" – 4:50
5. "Why Can't I Be You?" – 3:11
6. "How Beautiful You Are" – 5:10
7. "The Snakepit" – 6:56
8. "Hey You!" [*] – 2:22
9. "Just Like Heaven" – 3:30
10. "All I Want" – 5:18
11. "Hot Hot Hot!!!" – 3:32
12. "One More Time" – 4:29
13. "Like Cockatoos" – 3:38
14. "Icing Sugar" – 3:48
15. "The Perfect Girl" – 2:34
16. "A Thousand Hours" – 3:21
17. "Shiver and Shake" – 3:26
18. "Fight" – 4:27

- "Hey You!" foi retirada da versão em CD por questões de espaço.

### Deluxe edition de 2006

#### CD1
Álbum original, como acima
(incluindo "Hey You!" como faixa 8)

#### CD2: Raridades 1986-1987
1. "The Kiss" (Robert Smith Home demo)
2. "The Perfect Girl" (Studio demo)
3. "Like Cockatoos" (Studio demo)
4. "All I Want" (Studio demo)
5. "Hot Hot Hot!!!" (Studio demo)
6. "Shiver and Shake" (Studio demo)
7. "If Only Tonight We Could Sleep" (Studio demo)
8. "Just Like Heaven" (Studio demo)
9. "Hey You!" (Studio demo)
10. "A Thousand Hours" (Studio alt mix)
11. "Icing Sugar" (Studio alt mix)
12. "One More Time" (Studio alt mix)
13. "How Beautiful You Are" (Live bootleg)
14. "The Snakepit" (Live bootleg)
15. "Catch" (Live bootleg)
16. "Torture" (Live bootleg)
17. "Fight" (Live bootleg)
18. "Why Can't I Be You?" (Live bootleg)

- faixas 1-9 são instrumentais.

## Créditos
- Robert Smith - guitarra, teclados, voz
- Simon Gallup - baixo
- Porl Thompson - guitarra, teclados, saxofone
- Laurence Tolhurst - teclados
- Boris Williams - instrumentos de percussão, bateria
- Roger O'Donnell - teclado nas faixas ao vivo do CD2
- Andrew Brennan - saxofone na "Icing Sugar" e "Hey You!"